# ISRIB
ISRIB (siglas en inglés de "inhibidor de la respuesta integrada al estrés") es un fármaco experimental que revierte los efectos de la fosforilación de eIF2α con una concentración inhibitoria media (IC50) de 5 nM. Fue descubierto en 2013 en el laboratorio de Peter Walter en la Universidad de California en San Francisco (UCSF) a través de un cribado semiautomatizado de una gran biblioteca de moléculas pequeñas realizado por Carmela Sidrauski, quien decidió seguir investigando sobre él.
Se ha demostrado que ISRIB inhibe la formación de gránulos de estrés (SG) inducida por la fosforilación de eIF2α. Como se sabe que este proceso está relacionado con la formación de la memoria, se probó ISRIB para ver si sería activo in vivo descubriéndose que atravesaba fácilmente la barrera hematoencefálica con una semivida de ocho horas.

## Desarrollo de fármacos
Pruebas posteriores realizadas en 2013 descubrieron que ISRIB producía efectos nootrópicos significativos en ratones, medidos por la mejora del aprendizaje espacial y del aprendizaje asociado al miedo en pruebas estándar de laberinto de agua y entorno condicionado.
La tecnología fue licenciada a Calico en 2015 y Sidrauski fue contratada para ayudar a encontrar posibles medicamentos basados en ISRIB. La propia Sidrauski dirige el laboratorio en el que se está estudiando.
Las pruebas realizadas en 2017 indicaron que el fármaco experimental mejoraba la capacidad de los ratones con lesiones cerebrales para aprender y formar recuerdos en pruebas de memoria, por lo que parecía revertir las deficiencias derivadas de una lesión cerebral traumática.El tratamiento con ISRIB también corrige los déficits de memoria espacial y mejora la memoria de trabajo en ratones envejecidos.
Otras investigaciones sobre el fármaco realizadas por Sidrauski han demostrado que la molécula restauraba la formación de memoria en ratones meses después de sufrir lesiones cerebrales traumáticas. También ha demostrado su potencial en el tratamiento de enfermedades neurodegenerativas como el Alzheimer, el Parkinson . En ratones, ha reducido el deterioro cognitivo relacionado con la edad y ha mejorado la memoria de ratones sanos. La investigación de Sidrauski sobre el ISRIB continúa en Calico.

## Mecanismo de acción
Las estructuras halladas mediante criomicroscopía electrónica de ISRIB unida a eIF2B indican que ISRIB grapa dos subcomplejos tetraméricos de eIF2B (βγδε) en un complejo 8-merico (βγδε)2, que es más susceptible de unir subunidades alfa de EIF2B. Como resultado, ISRIB acelera el ensamblaje de EIF2B en una forma 10-merica activa, aumentando así la cantidad de EIF2B activo. Dado que la fosforilación de eIF2α ejerce sus efectos agotando el stock de EIF2B activo, el aumento del suministro de EIF2B revertiría sus efectos. ISRIB no aumenta el suministro total de EIF2B, por lo que en cultivos celulares con niveles muy altos de estrés, la respuesta integrada al estrés aún puede darse tras la inactivación de todo el stock de EIF2B de la célula.